# 马琳·隆格伦
马琳·隆格伦（瑞典語：Malin Lundgren，1967年3月9日—），瑞典女子足球运动员，司职后卫。她曾代表瑞典国家队参加1991年和1995年国际足联女子世界杯，其中1991年世界杯获得季军。